# Ett anspråkslöst förslag
Ett anspråkslöst förslag, (eng. A Modest Proposal), är en satirisk artikel skriven av Jonathan Swift 1729 i en engelsk tidning om hur man ska lösa svältproblemen på Irland. Den fullständiga engelska titeln är A Modest Proposal For preventing the Children of Poor People From being a Burthen to Their Parents or Country, and For making them Beneficial to the Publick, "Ett anspråkslöst förslag för att hindra fattigas barn från att bli en börda för sina föräldrar eller landet och göra dem nyttiga för allmänheten".
Jonathan Swifts förslag går ut på att de fattiga kan förbättra sin ekonomiska situation genom att sälja sina barn som delikatesser till rika människor. Swift för en omsorgsfull argumentation för sitt förslag, där han beskriver olika sätt att tillreda barnen och avvisar risken för att förslaget skulle leda till att Irland avfolkas.
Skriften är ironisk. Dock missade många människor syftet med artikeln och Swift kritiserades skarpt för sitt inhumana förslag.
Artikeln gavs ut på svenska av Natur och Kultur 1962, tillsammans med några av Swifts andra skrifter, med översättning av Bengt Anderberg.